# Pogonocherus ressli
Pogonocherus ressli — вид жесткокрылых из семейства усачей. Встречается с Апреля по август.

## Распространение
Распространён в Азербайджане и Иране.

## Описание
Жук длиной от 5 до 8 мм.

## Развитие
Жизненный цикл вида длится от года до двух лет.